# Leo von Koenneritz

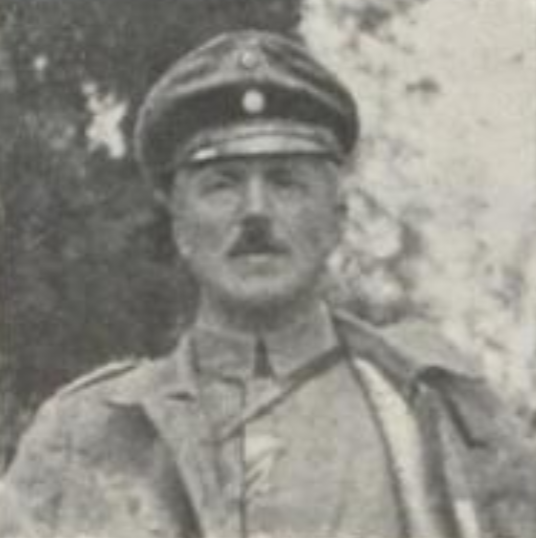
Leo von Koenneritz, 1916

Leo Carl Friedrich Freiherr von Koenneritz (* 6. Juni 1862 in Dresden; † 30. April 1918 in Charkow) war ein sächsischer Offizier, Hofmarschall und Regimentskommandeur.

## Leben
Leo von Koenneritz war ein Sohn des sächsischen Diplomaten und Oberhofmarschall Hans von Koenneritz und dessen Ehefrau Helene von Offenberg, Tochter eines russischen Generals der Kavallerie. Er besuchte ab 1873 das Vitzthumsche Gymnasium zu Dresden. Nach seinem Schulabschluss entschied er sich für eine militärische Laufbahn und wurde am 26. November 1882 zum Fähnrich beim Schützen-(Füsilier-)Regiment „Prinz Georg“ (Königlich Sächsisches) Nr. 108 ernannt. Nachdem er am 29. September 1883 zum Leutnant avancierte durchlief er in den folgenden Jahren eine gewöhnliche militärische Laufbahn, wonach er 1890 zum Oberleutnant und 1895 zum Hauptmann und Kompaniechef in seinem Regiment aufstieg. Am 27. Oktober 1905 wurde er zum Major befördert und seinem Regiment aggregiert. Er wurde unter Genehmigung seines Abschiedsgesuches am 16. April 1907 zur Disposition gestellt. Im Ruhestand wurde er Hofmarschall im sächsischen Hofstaat und Chef der Hofhaltung der sächsischen Prinzessin Mathilde von Sachsen. Er war Träger zahlreicher Auszeichnungen, darunter dem Komturkreuz II. Klasse des Albrechts-Ordens und dem preußischen Kronen-Orden II. Klasse.
Nach Ausbruch des Ersten Weltkrieges wurde er als z.D.-Offizier wiederverwendet und war ab dem 14. September 1914 Bataillonskommandeur des II. Bataillons des Königlich-Sächsischen Landwehr-Infanterie-Regiment Nr. 350. 1915 diente er kurzzeitig als Führer des II. Bataillons des Königlich-Sächsischen Grenadier-Landwehr-Regiment Nr. 100 und war mit diesem vom 4. bis zum 6. Oktober 1915 auf dem „Kanonenberg“ in der Champagne im schwersten Trommelfeuer bei Ripont kämpfend. Nachdem Reserven ausblieben, die Verbindung mit den Kompanien kappte und die Schützengräben zerschossen waren, kam er zu dem Entschluss sich zurückzuziehen und neue Stellungen hinter den verschütteten Gräben zu besetzen. In dieser Position konnte er schließlich einen Angriff abwehren und wurde am 31. Oktober 1915 mit dem Ritterkreuz des Militär-St.-Heinrich-Ordens ausgezeichnet. Am 22. Februar wurde er als Nachfolger von Oberst Arnold Schultz-Trinius Regimentskommandeur des Landwehr-Infanterie-Regiment 350 und führte dieses an der Ostfront. Am 19. April 1918 erkrankte er und wurde im Feldlazarett 355 in Charkow behandelt. Er verstarb schon am 30. April aufgrund einer Lungen- und Rippenentzündung.